# Fissidens pseudobryoides
Fissidens pseudobryoides là một loài Rêu trong họ Fissidentaceae. Loài này được Schlieph. mô tả khoa học đầu tiên năm 1855.